# 麥克·凱恩
麥克·凱恩（Mike Kane，1969年1月9日—）是一位英格蘭政治人物，他的黨籍是工黨。自2014年開始，他擔任懷森蕭和東塞爾選區選出的英國下議院議員。在他開始從政之前，他是一位小學教師。